# Escola da exegese
A Escola da exegese, também conhecida como Escola filológica, foi uma das mais importantes correntes de pensamento jurídico do século XIX, florescendo na França a partir do advento do Código Napoleônico, tendo, entretanto, ultrapassado as fronteiras do seu país de origem, disseminando-se por toda a Europa continental e América Latina, e exercendo, ainda hoje, influência no ensino e na prática jurídicas dos países de tradição romano-germânica. As origens da Escola remontam ao quadro existente na França após a Revolução Francesa. As modificações trazidas pela revolução liberal ao Estado, à sociedade e ao Direito levaram à necessidade de novas concepções jurídicas que dessem conta desta nova realidade. Por um lado, a mudança das funções do jurista, não mais responsável por criar o direito, devido a mudança na concepção das fontes do direito, mas incumbido da tarefa de sistematizar o direito legislado através da sua exegese, que não era nada mais do que a descoberta do sentido do direito expresso em suas normas legais pela vontade do legislador. De outro lado, um novo modo de formar os juristas nas faculdades de direito, com um novo método de ensino que fosse focado na exclusividade da lei, isto é, no ensino da lei.
Preconizava a multiplicação das codificações, de modo a eliminar as lacunas da lei; a utilização da analogia, para descobrir a norma oculta (dada pela vontade do legislador, mas não aparente no texto legal); e uma interpretação mecânica e baseada no silogismo, operação lógica que deveria ser fundada na evidência do sentido literal do texto, utilizando outros métodos interpretativos apenas com a função de tornar clara a vontade do legislador, legitimação única da autoridade da lei na medida em que é, esta vontade, legitimada pela vontade geral do povo. Foi hegemônica na França durante todo o século XIX, acabando quando as condições espirituais e materiais que possibilitaram o seu surgimento e desenvolvimento não mais persistiam. Isto ocorreu, de certo modo, com a mudança das condições sociológicas e materiais, a partir da Revolução Industrial que mudou a sociedade francesa, tornando as velhas formas inaplicáveis, de forma literal, a fatos novos e, também, a uma conjuntura completamente diferente. De outro modo, a mudança do saber jurídico que passou a receber influências da história e da sociologia levou a percepção da necessidade de uma hermenêutica jurídica que controlasse a aplicação da lei e ampliasse os sentidos disponíveis ao juiz-aplicador, recebendo o direito o auxílio de outras fontes.

## Antecedentes

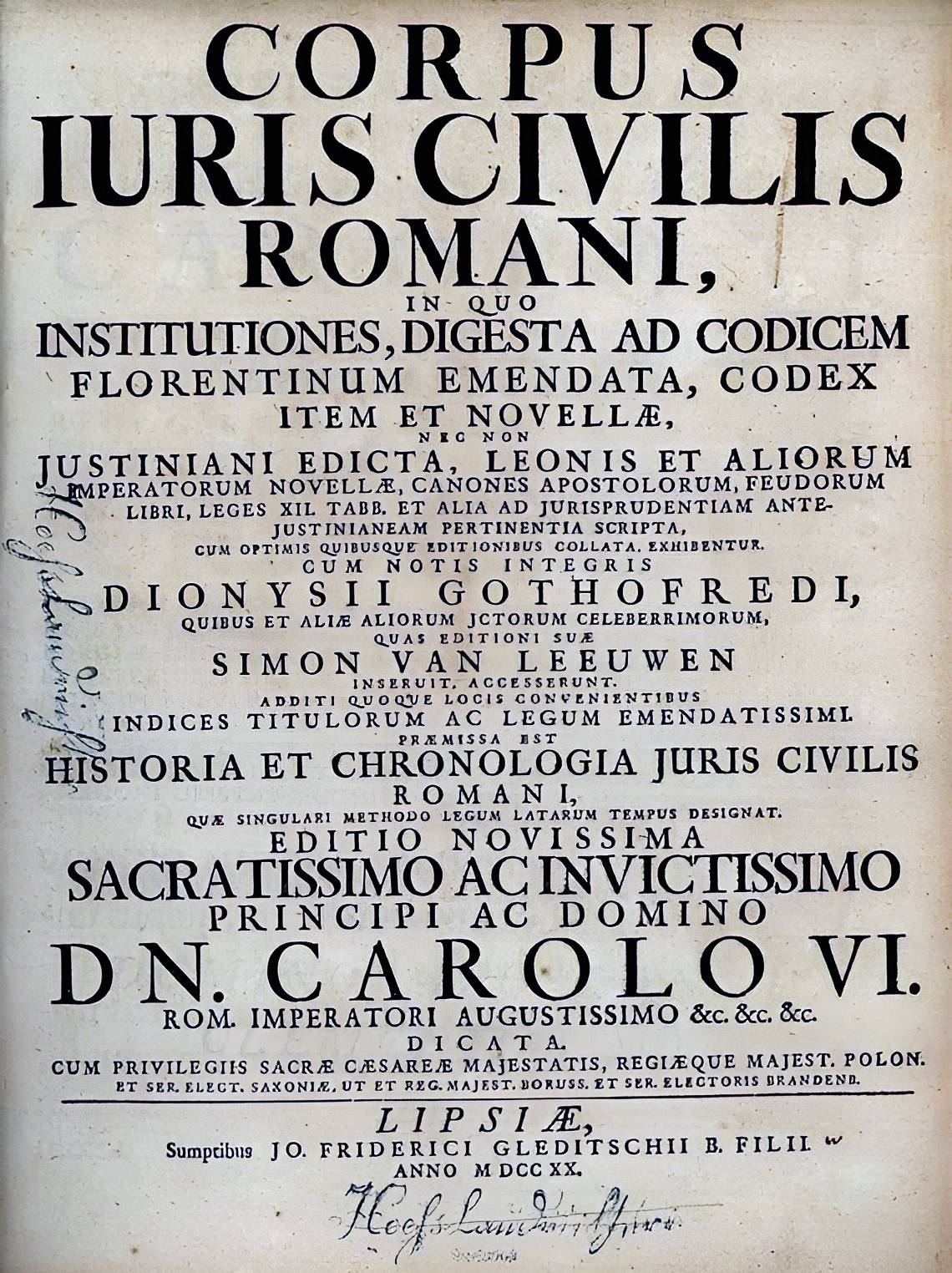
Frontispício do Corpus Juris Civilis

A partir do século XIII, a Europa começa a passar por mudanças que importarão no fim do Feudalismo e na ascensão do Estado-nação, com a concentração do poder político nas mãos do monarca e do poder econômico na burguesia. O feudalismo foi marcado pela descentralização e pela pulverização das comunidades, culturalmente homogêneas e ligadas a um tipo de direito consuetudinário, vindo das tribos que invadiram o Império Romano, e que misturou-se de modo vulgar - isto é, de modo popular e grosseiro - com o Direito romano que regia anteriormente estas comunidades. Com o nascimento do Estado-nação, era preciso um direito comum que integrasse os diversos feudos e permitisse a dupla vantagem: para o monarca, a consolidação do seu poder sobre as diferentes comunidades e acima do poder das autoridades locais (aristocracia fundiária e clero); para a burguesia, certeza e segurança jurídicas dentro do território do Estado, facilitando e barateando os negócios. Assim, inicialmente, o grande modelo que se tornou capaz de unificar as comunidades em torno do poder central foi o Direito romano, com o renascimento dos estudos romanísticos provocado pela redescoberta do Corpus Juris Civilis.
Logo, a racionalidade tipicamente particular do direito costumeiro, que não pretende ter validade ou aplicabilidade fora da comunidade que o deu origem, é substituída, paulatinamente, pela universalidade do direito romano que não derivava sua validade da tradição, mas sim de um suposto "padrão de correção", sendo tratados quase como textos sagrados, isto é, de incontestável autoridade. Assim, nos séculos seguintes, a Europa assiste à formação de uma mistura científica entre o "direito bárbaro" consuetudinário das tribos germânicas com as regras sistemáticas do Corpus e que ficou conhecido por diversos nomes como Leges Barbarorum, Direito comum, mos italicus etc. Numa primeira fase, os juristas se limitaram a realizar anotações (ou glosas) nas margens do texto do Corpus, sendo por isso chamados de glosadores. Num segundo período, o surto urbanista e mercantil europeu levou a uma valorização dos direitos locais e a uma necessidade de harmonização e integração destes direitos citadinos com as regras gerais do Corpus. Assim, os juristas passaram a escrever comentários completos aos textos, procurando fundar regras abstratas e sistematizadas a partir da concretude dos textos romanos, fundando a chamada Escola dos comentadores. O próximo passo foi dado pela Escola jusracionalista que buscava livrar o direito europeu de sua vinculação com o direito romano fundando-o na razão, num processo que se iniciou com Hugo Grócio, passou por Hobbes, Leibniz e Puffendorf, e culminou na obra de Christian Wolff.
Entretanto, embora esse jusracionalismo libertasse o direito europeu do direito romano, ele carecia de qualquer vínculo que não fosse a razão solipsista. Como o direito natural não era escrito, mas apenas deduzido pela razão humana da natureza das coisas e dos próprios conteúdos intrínsecos a essa razão, ele acabava por tornar-se no direito particular de cada autor, todos estes direitos com pretensão de único correto e universal. Assim, com as revoluções burguesas de fins do século XVIII e início do século XIX, aqueles burgueses que destronavam a tradição absolutista - erguida sobre um acordo entre clero (direito canônico), nobreza (direito consuetudinário) e o rei (direito estatal de matriz romana), com pouco espaço para a burguesia - tratavam de legislar, positivando aquele direito racional que lhes conferia "direitos naturais".

## História

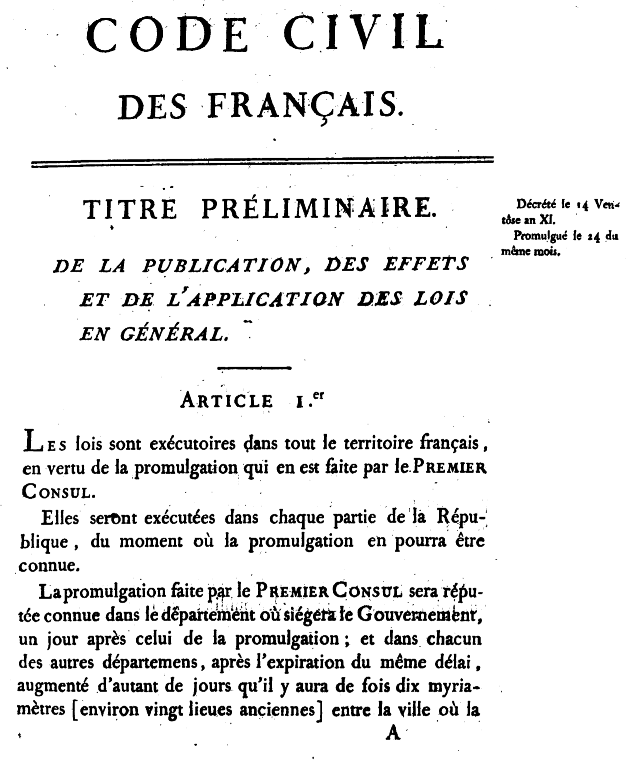
Primeira página da edição original do Código Napoleônico.

Tal se deu na França, após a Revolução Francesa. A organização absolutista do Estado visava estabelecer a hegemonia do poder real através da hegemonia do direito do rei. Entretanto, essa hegemonia não impedia a existência e a validade do direito canônico, de um lado, e do direito costumeiro, de outro. Antes, ela representava um acordo entre clero, nobreza e rei estabelecendo a hegemonia deste último, mas um espaço de poder e privilégios daqueles outros. Tal situação começou a mudar já com o despotismo esclarecido, que representou uma redução das fontes do direito, fortalecendo o direito real e limitando os direitos canônicos, romano e consuetudinário. Exemplos dessa tendência são a "Lei da Boa Razão" portuguesa, de 1769, e o "Allgemeines Landrecht" prussiano, já tardio, de 1797. Com a subida de Napoleão ao poder, é inaugurada a forma moderna de elaborar normas jurídicas com a promulgação do "Código Civil Francês", no qual é estabelecida não a hegemonia, mas o monopólio do direito estatal legislado (ou, simplesmente, da lei), isto é, passa a ser a lei a única fonte de direito admitida.
Assim, com esta nova concepção de direito, estatal e codificado, apresentando pretensões de completude e universalidade, isto é, de ser o único direito aplicável dentro do território de um Estado e isento de lacunas; surgiu também um novo ensino jurídico e uma nova função para o jurista: o ensino deveria limitar-se ao estudo da lei e o jurista a interpretar a lei. Esta concepção de ensino jurídico exerceu grande influência nos países da tradição romano-germânica, espraiando-se por toda a Europa continental e América Latina e encontrando ecos ainda hoje. Com estes postulados, estabelece-se o que se chama de "Escola da exegese" que foi hegemônica na França durante todo o século XIX. Tornou-se clássica a periodização da Escola em três fases, a partir dos trabalhos de Chaïm Perelman e Julien Bonnecase, sendo uma primeira fase de instauração, uma segunda de consolidação e apogeu, e uma terceira de declínio. A primeira fase tem início com a promulgação do "Código Civil Francês", em 1804, iniciando nova fase na ciência do direito, primeiramente, francesa e, depois, referente a toda a tradição romano-germânica.

### Primeira fase (1804 - 1830/1840)
A primeira fase da Escola é marcada pelo surgimento das primeiras obras que buscam interpretar o Código e pela reforma do ensino jurídico francês que reduziu o ensino ao estudo da lei. Os primeiros juristas a interpretar o Código - como Jean Proudhon e Alexandre Duranton, formados durante o antigo ensino jurídico baseado no estudo do direito romano - não perceberam que a promulgação de uma lei civil geral limitava o progresso da doutrina e da jurisprudência. Esta primeira fase é caracterizada pela transição, tendo a metodologia do ensino aos poucos se atualizado para responder a nova tarefa dos juristas. Era possível, por exemplo, uma espécie de "heterodoxia" com autores afirmando que o juiz poderia recorrer ao direito natural (na forma de "princípios jurídicos superiores ao direito positivo") ou aos costumes para preencher lacunas legais.

### Segunda fase (1830/1840 - 1880)
Na segunda fase, a principal característica é a estabilidade dos pressupostos de completude e universalidade do Código, fundada sobre um discurso técnico-prático, em oposição ao discurso teórico-filosófico anterior. Nesta fase, o pensamento da Escola atinge o seu auge, chegando inclusive a estabelecer o princípio de que o juiz deve abster-se de julgar nos casos de lacuna ou pluralidade de leis aplicáveis ao caso. Outros, entretanto, admitem o uso da analogia nos casos de lacuna.

### Terceira fase (1880 - 1899)
A última fase é dominada pela divergência interna que expõe as contradições inerentes aos pressupostos que fundaram a Escola. Tal processo foi possibilitado por nova reforma do ensino jurídico francês que passou a incluir matérias que superavam a visão técnicista dos civilistas baseada no código, como economia política e história do direito, que começaram a aproximar os estudos jurídicos daqueles que eram feitos em outras ciências humanas sobre a sociedade. De outro lado, o "envelhecimento" do código frente a nova realidade sócio-econômica da sociedade francesa, resultante das revoluções industriais daquele século. Vários estudos, com uma visão mais histórica e sociológica a respeito do Direito, passaram a contestar o fetichismo legalista com a previsão da lei como única fonte do direito, de um lado, e a revisar o que a Escola entendia por interpretação jurídica, culminando com a célebre obra de François Gény, "Méthode d‘interprétation et sources en droit privé positif: essai critique", em 1899.

## Pensamento

### Características
O pensamento da Escola é decorrência de um estatalismo acrítico, originado por um entendimento rígido da teoria da separação dos poderes, entendendo que ao poder legislativo cabe representar a vontade do povo (vontade geral) e fazer as leis de acordo com essa vontade. Ao poder judiciário cabe dizer o direito aplicável ao caso concreto; direito que ele diz, mas não elabora. Isto conduz a uma visão legalista: a passividade do juiz leva ao preenchimento da necessidade burguesa de segurança jurídica. Esse entendimento da separação dos poderes conduz também à aproximação do direito com as ciências. Nesse quadro, à doutrina restava o papel de transformar o conjunto da legislação vigente em um sistema do qual seria retirada a premissa maior do silogismo judiciário. Assim, para que existisse um sistema formal, três condições eram necessárias: completude, coerência e ausência de ambiguidades. Entretanto, essas condições eram pressupostas pelo art. 4º do Código Napoleônico que obrigava o juiz a tratar o sistema jurídico como um sistema lógico formal.
Logo, o cerne do pensamento da Escola encontra-se no problema das lacunas. Três características, portanto, se colocam, tendo como fundo sempre o problema das lacunas: a riqueza da legislação; o uso da analogia como forma de preencher as lacunas; e, por último, a interpretação tendo como centro a literalidade da lei e a vontade do legislador. A primeira característica aparece na multiplicação dos códigos e das normas, visando a eliminar as lacunas. Com relação à segunda, os membros da Escola acreditavam que as lacunas eram meramente aparentes, já que o emprego da analogia, que se fundava na pressuposta vontade do legislador, permitia buscar as normas que subjaziam no "fundo" da legislação, colocando-as a descoberto. Em terceiro lugar, a interpretação estava fundada em um entendimento rígido da separação dos poderes que tomava como invasão da função do legislador qualquer método de interpretação que não buscasse o sentido literal do texto. Assim, em primeiro lugar, o intérprete deveria analisar o texto gramaticalmente ou sintaticamente, de modo a extrair o seu sentido literal. Se, ainda assim, o sentido restasse obscuro ou incompleto, o intérprete deveria utilizar o método lógico, buscando estabelecer o valor lógico dos vocábulos. Após, cabe o recurso ao método sistemático que toma a norma como parte de um sistema jurídico. Por último, passa o intérprete a utilização do método histórico através da investigação da exposição de motivos e dos debates no legislativo.
Todo esse trabalho de interpretação tinha como fundamento a noção de lei como representação da vontade do legislador (esta sendo a representação, por sua vez, da vontade geral). Assim, o que se buscava era estabelecer o sentido da vontade do legislador através da compreensão do sentido e alcance do texto legal: a interpretação deveria ser uma espécie de operação lógico-dedutiva, um silogismo, a mais mecânica o possível. E mesmo o recurso aos métodos lógico, sistemático e histórico visa por a descoberto a vontade do legislador. Tudo isso levava a afirmação da superioridade do método gramatical: na verdade, ele é anti-metodológico por excelência, já que considerava o sentido literal claro em si mesmo, desconfiando que toda metodologia seja um modo de escapar da evidência.

### Classificação do pensamento da escola
O pensamento da escola é classificado, por uma corrente, como um positivismo legalista. Dimitri Dimoulis classifica assim a escola pela sua redução do direito àquele legislado de matriz estatal. Assim, embora o código tenha sido elaborado por juristas ligados ao jusracionalismo que advogava um direito natural, a positivação deste direito na codificação representou efetiva derrogação do direito natural em favor daquele posto pelo legislador. Bobbio, por sua vez, acentua a diferença entre o Código Napoleônico, de um lado, e os códigos jusracionalistas e o Corpus, de outro: enquanto estes últimos representavam um olhar para o passado e se constituíam em meras coletâneas de leis, o princípio sistemático do primeiro vinha de sua própria elaboração (sendo endógeno), não precisando ser conquistado através do trabalho dogmático de juristas. Logo, o Código Napoleônico representava um olhar para o futuro. Assim, continua ele, apoiando-se em Savigny, a emergência do Código representou um golpe na tradição jusnaturalista do jusracionalismo: a grandiosidade do Código, com sua sistematicidade e completude, inibiu a função criativa dos juristas que passaram a emitir opiniões não com base na equidade e em uma concepção racional de justiça, mas com fundamento nas regras do código. Logo, o princípio de autoridade que o Código representava como fruto da vontade do legislador que põe a norma jurídica (esta, por sua vez, fruto da vontade geral), constituía-se em fundamento ideológico da superioridade do direito positivo frente ao direito natural (considerado inexistente por alguns membros da escola; e existente, mas irrelevante enquanto não positivado por outros), uma inversão tipicamente positivista das relações entre estes direitos. Também a classificam assim, o famoso historiador do Direito português, António Manuel Hespanha, ressaltando a identificação do Direito com a lei como único direito posto pela escola; e o jurista brasileiro Lenio Streck, ressaltando a semelhança com outras escolas positivistas da mesma época como a Jurisprudência analítica, de Bentham e Austin, ou a Jurisprudência dos conceitos, de Savigny, Puchta e Ihering: enquanto os ingleses viam o fato social dado como sendo os precedentes produzidos pela autoridade judiciária, os alemães viam este fato social dado como sendo os conceitos deduzidos pelos juristas e os franceses a lei produzida pela autoridade judiciária.
Entretanto, existe significativa opinião divergente que resiste à classificação da escola como um positivismo. Esta resistência subsiste especialmente nos autores de matriz filosófico analítica e no mundo anglo-saxão. Michel Troper, por exemplo, constrói o seu argumenta a partir da heterogeneidade da tradição francesa - no sentido de que postivismo jurídico é utilizado com uma gama de sentidos diferentes - e da dificuldade de caracterizar-se a escola como positivista a partir das características geralmente atribuídas a uma e a outra corrente. Assim, por exemplo, o positivismo deve admitir a existência de apenas um direito (o direito positivo), mas alguns autores da escola admitiam a existência de um direito natural, embora o considerassem inferior à lei positiva ou irrelevante enquanto não positivado. Alguns, inclusive, admitiam o recurso ao direito natural para ajudar na interpretação do Código, embora o principal método de interpretação fosse mesmo o literal. Troper cita também o fato de alguns procurarem realizar uma verdadeira dogmática - por influência dos alemães - ou de incluírem exposições sobre a aplicação do Código pela jurisprudência em seus livros. Concluindo, o professor francês diz que, se a escola deve ser caracterizada como positivista, é apenas em um sentido muito amplo e porque eles pretendiam apenas descrever o direito exposto no Código. Entretanto, diz ele, a abordagem "científica" deles não incluía um ideal de neutralidade valorativa (muitos não distinguiam entre Moral e Direito) e sua "religião do Código" era muito distante daquilo que Bobbio conceituava como sentido ideológico do positivismo.Paulo Nader – no mesmo sentido desta associação da Escola da Exegese ao Código e não ao juspositivismo em si – afirma que "as motivações da Escola se ligam mais à promulgação do Código Civil da França do que a uma vocação positivista".
Já Roberto Denis Machado, em artigo onde discute criticamente os principais ataques ao pensamento positivista, afirma que as críticas por redução conceitual – uma modalidade onde se atribui um conceito "estrito e estreito de positivismo jurídico que justifique a atribuição a esta corrente de várias idéias que por ela nunca foi defendida" – são "muitas vezes fruto de uma confusão histórica, onde os críticos misturam escolas, como a escola da exegese e a escola da codificação, consideradas antecessores históricos do positivismo, com o positivismo em si, surgido e afirmado como teoria jusfilosófica bem depois e com posturas bem diferentes em relação a seus predecessores".

## Críticas
Pelas características do seu pensamento, que priorizavam uma mera aplicação da lei, a Escola não conseguiu desenvolver uma metodologia hermenêutica propriamente dita. O mais próximo que chegou disso foi uma mera descrição do processo lógico de aplicação, apresentado como um modo racional de subsumir os fatos às normas: partindo dos pressupostos de que o juiz recebe o direito pronto do legislador (o direito se confunde com a lei) e de que o jurista conhece os fatos, nada mais resta além da operação quase-mecânica de verificar a adequação entre fato e norma. Assim, a Escola não pode criar um método hermenêutico destinado a controlar a aplicação do direito, já que conferia a qualidade de evidente ao sentido literal do texto, confiando na observação neutra do intérprete.
De outro modo, essa concepção prendia os juristas aos sentidos já estabelecidos e considerados corretos para o texto, já que esses sentidos não deveriam mudar com o tempo. Isto acabava por negar a historicidade do direito e impedir a adaptação das velhas formas aos novos fatos. Tal apego à literalidade dos textos legais foi possível apenas enquanto as decisões tomadas pelo Estado foram percebidas como legítimas, porque não havia choque entre a legitimidade das decisões e a autoridade da lei. Entretanto, as mudanças sociais profundas do final do século XIX, muito em virtude da Revolução Industrial, acabaram por minar a sustentação ao saber da Escola, já que as decisões não correspondiam mais ao sentimento social de justiça.
Outra crítica à Escola é dirigida ao seu imperativismo, isto é, ao fato de considerar o direito como uma ordem produto da vontade de certos homens (no caso, o legislador). O equívoco dessa visão está em não perceber que o Direito é formado social e historicamente, ou seja, que o direito positivo só é possível porque conformado às aspirações sociais, às forças que definem o desenrolar da história, em uma dada época. Na França, o processo de codificação gerou a ilusão de um direito fruto da vontade do legislador, sendo desnecessário o recurso à história para compreendê-lo. Assim, a Escola não consegue compreender as ligações entre o direito positivado e a sociedade, ou, ainda, entre o direito e a história.

## Legado
A influência da escola foi gigantesca entre os países da europa continental e nos países latino-americanos, antigas colônias destes mesmos países europeus. Grande parte desta influência deveu-se ao sucesso do próprio Código Napoleônico em regular as relações sociais no seu país de origem e das invasões ocorridas nas Guerras Napoleônicas, que levaram os postulados da escola e o ideal de codificação para outros países. Tal influência só arrefeceria com a emergência do Código Civil alemão em 1900 que, como era mais novo, lidava melhor com as novas relações sociais surgidas com a Revolução Industrial. Além disso, a superioridade sistemática da Ciência do Direito pandectística alemã, cujos ensinamentos prepararam terreno para o Código e permitiram que ele fosse bastante aprimorado, acabou diminuindo a influência da escola que, mesmo na França, era substituída por novos movimentos de pensamento jurídico.

## Principais obras
Lista extraída a partir das obras de Costa, Hespanha e Streck.
Em francês:
- 1809 - Jean Proudhon. Cours de droit français
- 1825 - Alexandre Duranton. Cours de droit français : suivant le Code civil
- 1841 - Hyacinthe Blondeau. L’autorité de la loi: de quelle source doivent découler aujourd’hui toutes les décisions juridiques
- 1845 - Charles Demolombe. Cours de Code civil
- 1897 - Charles Aubry e Charles-Frédéric Rau. Cours de droit civil français : d'après la méthode de Zachariae

Em português:
- 1838 - Correia Teles. Teoria de interpretação das leis
- 1860 - Paula Batista. Compêndio de hermenêutica jurídica
- 1861 - Bernardino Carneiro. Primeiras linhas de hermenêutica jurídica e diplomática